# خانه تمدنی
خانه تمدنی مربوط به اوایل دوره پهلوی است و در مشهد، کوچه خامنه‌ای، کوچه شهید مجید قناد۲، پ۳۲ واقع شده و این اثر در تاریخ ۱۲ تیر ۱۳۸۴ با شمارهٔ ثبت ۱۲۰۶۵ به‌عنوان یکی از آثار ملی ایران به ثبت رسیده است.